# Mariliana ocularis
Mariliana ocularis är en skalbaggsart som först beskrevs av Hope 1846.  Mariliana ocularis ingår i släktet Mariliana och familjen långhorningar. Inga underarter finns listade i Catalogue of Life.